# Samson (Voltaire)

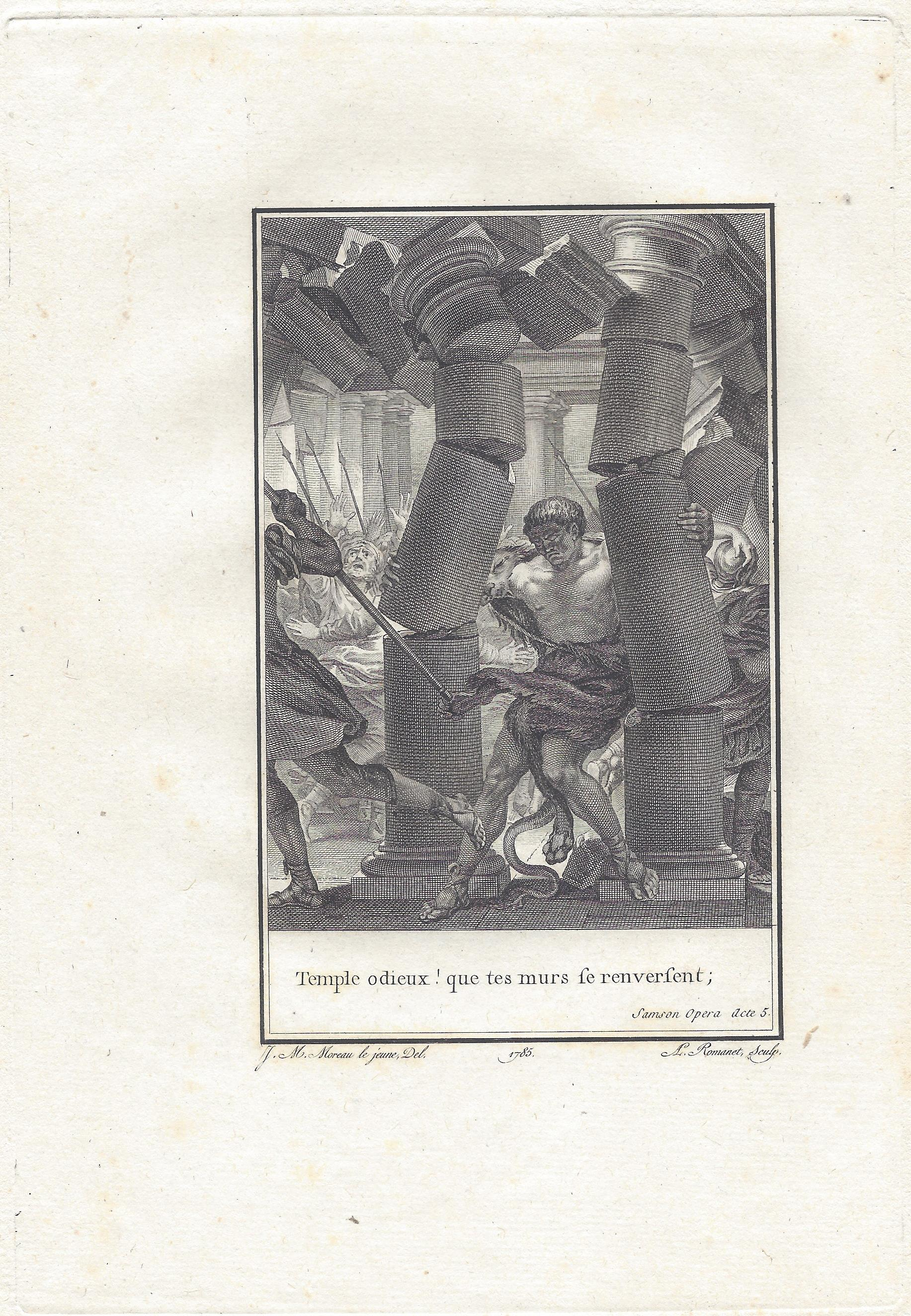
Jean-Michel Moreau: Illustration zum Samson, 1785

Samson ist ein 1733 entstandenes Opernlibretto in fünf Akten von Voltaire. Das zuerst von Jean-Philippe Rameau und danach von François-André Danican Philidor vertonte Libretto hatte keinen nennenswerten musikalischen Erfolg. Im Jahre 2024 wurde das Opernlibretto in der Vertonung von Anselm Breuer in Mainz uraufgeführt.

## Handlung
Im Prolog geben Tugend und Lust das Motto "Je veux instruire et je dois plaire" vor. Die Handlung spielt in einer Landschaft in Israel am Ufer eines Flusses. Der Text der Oper folgt zunächst der biblischen Überlieferung des Samsonstoffes. Zum Ende wählt jedoch Dalila in ihrer Verzweiflung den Freitod.

## Literarische Vorlage und biografische Bezüge
Voltaire arbeitete am Libretto zum Samson im Winter 1733, obwohl er an einer Darmentzündung erkrankt war. Die Handlung entnahm er weitgehend dem Buch der Richter. Jean-Philippe Rameau hatte das Libretto in der Art von Montéclaires Jephté (1732) in Auftrag gegeben. Rameaus erste musikalische Fassung war im August 1734 fertiggestellt. 1736 überarbeiten Voltaire und Rameau die Oper nochmals vor der Einreichung bei der Zensur.

## Aufführungen und zeitgenössische Rezeption
Die fertiggestellte Oper Samson wurde 1736 von den Zensoren der Sorbonne wegen der Blasphemie verdächtigen Fehlern in der Handlung verboten. Nach einem Brief von Émilie du Châtelet vom 14. September 1736 hatte Voltaire sich die Freiheit genommen, eigentliche Wunder des Moses in den Text einzubauen. Das Feuer aus dem Himmel regnet von rechts, anstatt von links. Dazu beschränkte er sich im Showdown auf eine Säule. Er erfolgten jedoch mehrere private Aufführungen. Die Musik Rameaus ging verloren. Sie wurde jedoch von Rameau mehrfach in späteren Werken wiederverwendet. Eine zweite Vertonung 1768 durch François-André Danican Philidor hatte keinen Erfolg und ist ebenfalls verschollen. 1782 bearbeitete Pierre Augustin Caron de Beaumarchais Voltaires Libretto Samson für einen gewissen Mayr zu einer dreiaktigen Fassung, die jedoch nicht vertont wurde. Zuletzt scheint Camille Saint-Saëns ab 1868 entstandene Oper Samson et Dalila von Voltaires Libretto beeinflusst. Der Chor Peuple éveille-toi, rompe tes fers wurde 1791 durch François-Joseph Gossec nochmals vertont und begleitete die Überführung von Voltaires malträtierten Überresten in das Panthéon.
Eine Neuvertonung des Librettos im Stil des französischen Barock wurde 2022 von Anselm Tobias Breuer vorgenommen. Die konzertante Uraufführung erfolgte am 7. September 2024 in der Augustinerkirche in Mainz. Darüber hinaus wurde im Jahr 2024 eine rekonstruierte Fassung in der Regie von Claus Guth und unter musikalischer Leitung von Raphaël Pichon beim Festival d’Aix-en-Provence aufgeführt. Dieses Pasticcio aus anderen Opern Rameaus hat allerdings nicht den originalen Text von Voltaires Libretto als Grundlage, sondern wird nur durch die Inszenierung mit der Handlung verknüpft.

## Drucklegung
Der Text des Samson erschien ohne den Prolog erstmals 1745 im sechsten Band der Amsterdamer Werkausgabe bei Ètienne Ledet. Im kurzen Vorwort behauptet Voltaire, die öffentliche Aufführung sei infolge von Intrigen gescheitert.

## Erste Ausgaben
- Samson. Opéra, in: Oeuvres de Mr. de Voltaire, Band VI, Amsterdam, Étienne Ledet, 1745, 8°, S. 5–54. Ohne den Prolog.
- Samson. Opéra, in: Oeuvres Completes de Voltaire, Band IX, Kehl, Imprimerie de la Société Littéraire-Typographique, 1784, S. 1–46. Mit dem Prolog.